# فيروس شمعون

فيروس شمعون؛ من أكثر أنواع الفيروسات خطر في عالم الشبكات وأمن المعلومات سواء كان في المؤسسات الحكومية أو المؤسسات الخاصة، ويعتبر فيروس شمعون من أخطر الفيروسات التي تنتشر بشكل سريع عن طريق الشبكة التي ظهرت في عام 2012 مهاجمة الالف الأجهزة في شركات نفطية قطرية وسعودية، من أهم ما يميز هذا الفيروس قدرته على تثبيت نفسه والانتشار السريع من خلال الشبكة. ويتكون فيروس شمعون من مجلد بحجم 900 كيلوبايت يحتوي على عدد من الملفات المشفرة، الجدير بالذكر أن الفيروس ينتشر عن طريق البريد الإلكتروني والمتصفحات وملحقات خارجية أخرى مثل الفلاش وغيره.
نوع الحادثة:
1-الوصول غير المصرح به
2-خرق البيانات
3-هجوم البرامج الضارة أو الفيروسات
خطورة الحادث: حرجه
تقييم الأثر:
1-فقدان البيانات
2-انقطاع الخدمة
3-الخسارة المالية
4-الإضرار بالسمعة

## تعريف فيروس شمعون
ويُعرف خبراء أمن المعلومات الفيروس شمعون على أنه برنامج إلكتروني خبيث يعتبر من البرامج الضارة والتي تثبت نفسها بنفسها والتي تهدف لحذف محتويات القرص الصلب في الجهاز وتتسبب في تعطيله عن طريق استبدال ملفات التشغيل الأصلية بملفات أخرى يحملها الفيروس وهو ما يجعل الجهاز مشلول وغير قادر على الإقلاع ولا يقبل التشغيل بتاتا. الجدير بالذكر أن الفيروس هاجم في أول ظهور له شركات نفط خليجية منها راس غاز القطرية وشركة ارامكو السعودية وتسبب في خسائر كبيرة لقطاع النفط وتخريب ما يقارب من ثلاثين ألف جهاز حاسب آلي وتسبب كذلك في تعطيل جزئي لإنتاج النفط من حقول بعض دول الخليج.

## كيف ينتقل الفيروس
ومثلما تعمل أغلب الفيروسات ينتشر فيروس شمعون عن طريق الروابط التي تنتشر في وسائل التواصل والبريد الإلكتروني للعاملين في المؤسسة وهو ما يجعل طريقة انتشاره أسرع وأسهل عبر الشبكة الداخلية للمؤسسة، ومن بين طرق انتشاره كذلك نقل الملفات عبر عصا الذاكرة «فلاش مموري» بدون فحصها حيث يقوم الفيروس بتثبيت نفسه بالجهاز والبحث عن جميع الحواسيب والخوادم المتصلة بالشبكة وينتشر من خلالها ويقوم بسرقة المعلومات وحذف البيانات المخزنة في الجهاز وجعله غير قابل للاستخدام.

## من يقف خلف الفيروس
في عام 2012 أعلنت شركة سيمانتك المتخصصة في أمن المعلومات عن اكتشاف الفيروس الذي عرف فيما بعد بفيروس شمعون وأعلنت بعد ذلك أن منظمة تسمي نفسها «بج جرين» تقف خلف نشر الفيروس الذي هاجم شركة النفط السعودية وشركة راس غاز القطرية وهاجم في عام 2014 استوديوهات سوني في الولايات المتحدة وعاود الظهور نهاية العام 2016 وبداية العام 2017 كفيروس متطور أطلق عليه «شمعون 2» و«شمعون 3» مهاجما لمؤسسات حكومية وخاصة في السعودية.
حيث أقيمت مسابقة على المستوى الوطني من قبل شركة Cisco وبرعاية من وزير الاتصالات الحالي مهندس عبد الله بن عامر السواحه وقد برزت الكثير من المشاركات وبرز أسم الفائز زيد حمد العيسى والذي تمكن من تحليل الفايروس والوصول إلى خوادم المهاجمين كخبير في مجال علوم الأمن السايبراني.

## كيف تتخلص وتتفادى الفيروس
ولتجنب انتشار الفيروس ينصح خبراء أمن المعلومات مسئولي الشبكات وأمن المعلومات في المؤسسات التأكد من وجود نسخ احتياطية دورية للبيانات وإبعادها في مكان مستقل عن شبكة المؤسسة وكذلك وضع خطط للتعافي من الكوارث وتكثيف التوعية للموظفين لأنهم في الغالب هم الأكثر حاجة للتوعية والإرشاد في مجال الحماية وضرورة التأكيد عليهم بفحص الروابط قبل فتحها وعدم تحميل أي ملف غير موثوق، كما يشدد الخبراء على مسئولي الأجهزة الشبكية والأنظمة بتغير كلمات سر مشرفي ومسئولي الأنظمة بشكل دوري وجعلها على مستوى عال من التعقيد ليصعب فكها، ومن بين الأمور التي يجهلها الكثير من الموظفين هي تحديث الأنظمة المستخدمه وترقيعها والتأكد من أنها خالية من الثغرات بين حين وآخر، ومن الأمور التي تساعد على التخلص من الفيروسات هي تنصيب أنظمة مكافة الفيروسات والتأكد من تحديثها للتتواكب مع جديد الفيروسات.